# Капра (Палермо)
Капра је насеље у Италији у округу Палермо, региону Сицилија.
Према процени из 2011. у насељу је живело 19 становника. Насеље се налази на надморској висини од 579 м.